# Marta Bernardes
Marta Bernardes (Porto, 11 de Julho de 1983) é uma artista plástica, escritora e actriz portuguesa.
É licenciada em Belas Artes pela Universidade do Porto. Aprofundou os seus estudos em artes visuais e multimédia na ESNBA de Paris e em 2008 obteve o mestrado em Psicanálise e Filosofia da Cultura na Faculdade de Filosofia da Universidade Complutense de Madrid.
Em 2014 lançou o livro de Poemas Claviculária (Douda Correria) e em 2015 edita o livro Achamento (Do Lado Esquerdo) em colaboração com a poeta Catarina Nunes de Almeida e o livro infantil Barafunda (Caminho), em parceria com Afonso Cruz e José Cardoso.

## Obra

### Enquanto Escritora
- Arquivo das Nuvens (2007)
- Claviculária (Poesia, 2014)

### Colaborações
- Achamento (2015, com Catarina Nunes de Almeida)
- Barafunda (2015, com Afonso Cruz e José Cardoso)